# Mio Otani
Mio Otani (大谷 未央 Otani Mio?,  nacido el 5 de mayo de 1979 en Shiga) es una entrenadora y exfutbolista japonesa. Jugó como delantera en el Tasaki Perule FC de 1998 hasta su retiro en 2008.
Otani jugó 73 veces y marcó 31 goles para la selección femenina de fútbol de Japón entre 2000 y 2007. Fue elegida para integrar la selección nacional de Japón para los Copa Mundial Femenina de Fútbol de 2003, 2007 y Juegos Olímpicos de Verano de 2004.

## Trayectoria
Otani nació en Koka el 5 de mayo de 1979. Después de graduarse de la escuela secundaria, se unió al Tasaki Perule FC en 1998. Se convirtió en máxima goleadora durante 3 años seguidos (de 2001 a 2003) y otra vez en la temporada 2005. Ganó la L.League en 2003 y fue seleccionada para los premios MVP ese año. Al disolverse el club en 2008 debido a problemas financieros se retiró al finalizar la temporada. Marcó 150 goles en 180 partidos en la L.League y fue incluida en el Mejor Once de la liga durante 3 años consecutivos.

## Selección nacional
Otani debutó con la selección de Japón el 31 de mayo de 2000 en un partido contra Australia. Disputó con su selección la Copa Mundial de 2003 y 2007, los Juegos Olímpicos de 2004, la Copa Asiática de la AFC de 2001, 2003 y 2006, y los Juegos Asiáticos 2002.
En la Copa del Mundo de 2003, Otani anotó un triplete en el transcurso de 8 minutos cuando las japonesas vencieron a Argentina por 6-0. De este modo, se hizo con el récord del triplete más rápido marcado en un Mundial femenino hasta junio de 2015, cuando Fabienne Humm repitió la hazaña en 5 minutos.
Otani registró con su selección 31 goles en 73 partidos hasta su retiro internacional en 2007.

## Estadísticas

### Clubes
| Club             | País  | Año         |
| ---------------- | ----- | ----------- |
| Tasaki Perule FC | Japón | 1998 - 2008 |

### Selección
Fuente:
| Selección femenina de fútbol de Japón | Selección femenina de fútbol de Japón | Selección femenina de fútbol de Japón |
| Año                                   | Partidos                              | Goles                                 |
| ------------------------------------- | ------------------------------------- | ------------------------------------- |
| 2000                                  | 5                                     | 0                                     |
| 2001                                  | 11                                    | 9                                     |
| 2002                                  | 10                                    | 2                                     |
| 2003                                  | 14                                    | 13                                    |
| 2004                                  | 10                                    | 7                                     |
| 2005                                  | 7                                     | 0                                     |
| 2006                                  | 9                                     | 0                                     |
| 2007                                  | 7                                     | 0                                     |
| Total                                 | 73                                    | 31                                    |